# Grace Kennedy (Schriftstellerin)
Grace Kennedy (* 22. April 1782 in Pinmore, Ayrshire; † 28. Februar 1825 in Edinburgh) war eine schottische Schriftstellerin.

## Leben
Kennedy war die vierte Tochter von Robert Kennedy, Esq. (1731 – † April 1791) und dessen Frau Robina (geborene Agnew; 1748 – 26. Dezember 1823), einer Tochter von John Vans Agnew, Esq. Sie hatte einen Bruder Vans Kennedy, der Soldat und Sanskrit- und Persisch-Gelehrter wurde. Finanzielle Verluste führten dazu, dass die Familie ihr Anwesen in Pinmore verkaufen und sie bereits im Kindesalter mit ihren Eltern und zahlreichen Geschwistern (Robert; 1769 – 15. Mai 1803, Ann 1778 – 12. Mai 1865, Barbara Frances 1781 – 21. Februar 1845, John [1771], Patrick [1773–1790], Adam [1776], Vans I (1780), Vans [1883–1846], Ellonora 1788 – 10. August 1841) in die Nähe von Edinburgh ziehen musste, wo sie von ihrer frommen, protestantischen Mutter sehr religiös erzogen wurde. Kurze Zeit später starb ihr Vater und die Mutter musste den Unterhalt für die Familie allein verdienen. Kennedy galt als zurückhaltend und nahm an keinen öffentlichen Vergnügungen der Gesellschaft teil. Sie war viele Jahre lang an der Erziehung von Kindern interessiert und schrieb daher als erstes eine kleine Erzählung für Jugendliche, die sie 1821 anonym unter dem Titel The Decision veröffentlichte. Ihre Werke zeugen von tiefer Religiosität und erscheinen im 19. Jahrhundert in zahlreichen Auflagen. Alle ihre Erzählungen erschienen anonym. Sie wurde im Familiengrab an der Kirche St. Cuthberts in Edinburgh beigesetzt.

## Werke (Auswahl)
Eine Sammelausgabe von Kennedys Werken erschien 1827 in sechs Bänden unter dem Titel Works of Grace Kennedy bei William Oliphant in Edinburgh.
- The Decision. 1821.
- Profession is not Principle. 1822.
- Jessy Allan, or The Lame Girl. 1822.
- Father Clement. 1823.
- Anna Ross. 1824.
- Andrew Campbell’s Visit to his Irish Cousins. 1824.
- The Word of God and the Word of Man. 1824.
- Dunallan. 1825.
- The select works of Miss Grace Kennedy. Dürr, Leipzig 1863 (Dürr’s collection of standard American and British authors); 51, 52, 62, 63.

Deutsche Ausgaben
- Miss Grace Kennedy’s sämmtliche Werke. Übersetzt von H. Clemen. Velhagen & Klasing, Bielefeld 1838.
- Gustav Plieninger (Hrsg.): Grace Kennedy’s sämmtliche Christliche Erzählungen. Mäcken, Reutlingen ca. 1842.